# Bahnhof Rorschach
Der Bahnhof Rorschach ist der grösste Bahnhof der Schweizer Gemeinde Rorschach im Kanton St. Gallen. Er wurde im Jahr 1856 eingeweiht und verfügt über fünf Gleise. Das Bahnhofsgebäude ist ein Kulturgut von regionaler Bedeutung.

## Lage

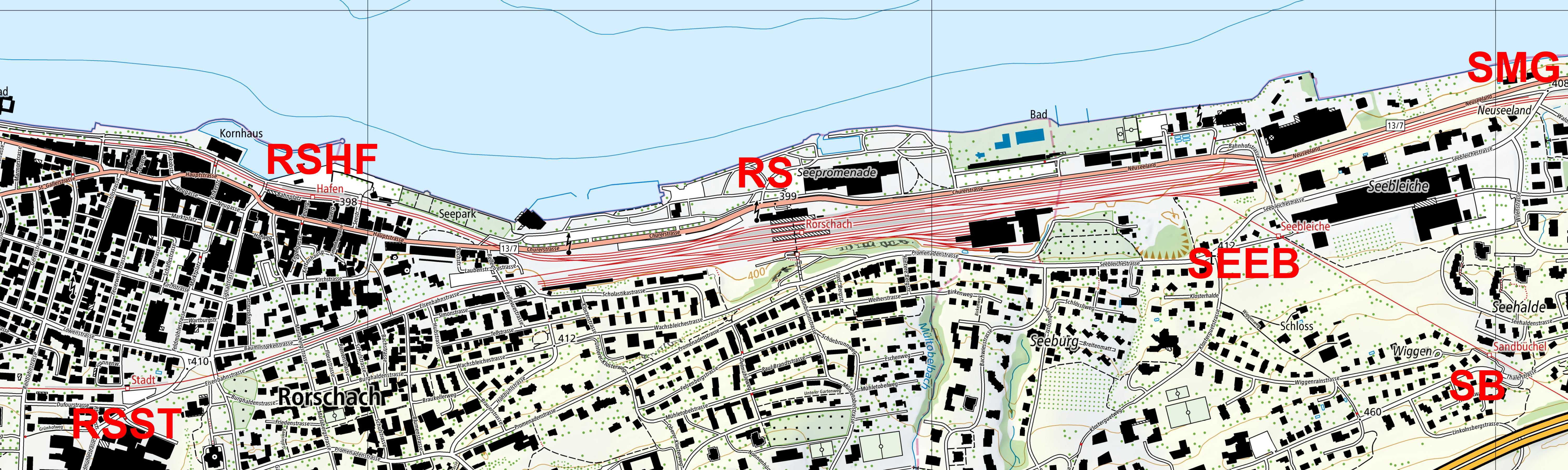
Kartenausschnitt Rorschach. Bildlegende:
RS: Bahnhof Rorschach
RSST: Haltestelle Rorschach Stadt auf der SBB-Strecke nach St. Gallen
RSHF: Bahnhof Rorschach Hafen auf der SBB-Strecke nach Romanshorn
SEEB: Haltestelle Seebleiche auf der AB-Strecke nach Heiden
SB: Haltestelle Sandbüchel auf der AB-Strecke nach Heiden
SMG: SBB-Strecke nach St. Margrethen

Der Bahnhof Rorschach liegt östlich des Stadtzentrums und ist vom Bodensee nur durch die Hauptstrasse 7 getrennt. Die Lage des Bahnhofs ergab sich hauptsächlich dadurch, dass im 19. Jahrhundert die Lokomotiven die Steigung nach St. Gallen überwinden konnten.
Für die meisten Reisenden nach St. Gallen oder Arbon–Romanshorn sind die Haltestelle Rorschach Stadt bzw. der Bahnhof Rorschach Hafen günstiger gelegen als der sogenannte «äussere Bahnhof».
Die nach Heiden verkehrenden Züge der Appenzeller Bahnen bedienen die Haltestellen Seebleiche und Sandbüchel, die sich bereits auf dem Gemeindegebiet von Rorschacherberg befinden. Die beiden Haltestellen liegen im Zahnstangenabschnitt der Rorschach-Heiden-Bahn, der unmittelbar nach dem Bahnhof Rorschach beginnt.

## Geschichte

### St. Gallisch-Appenzellische Eisenbahn

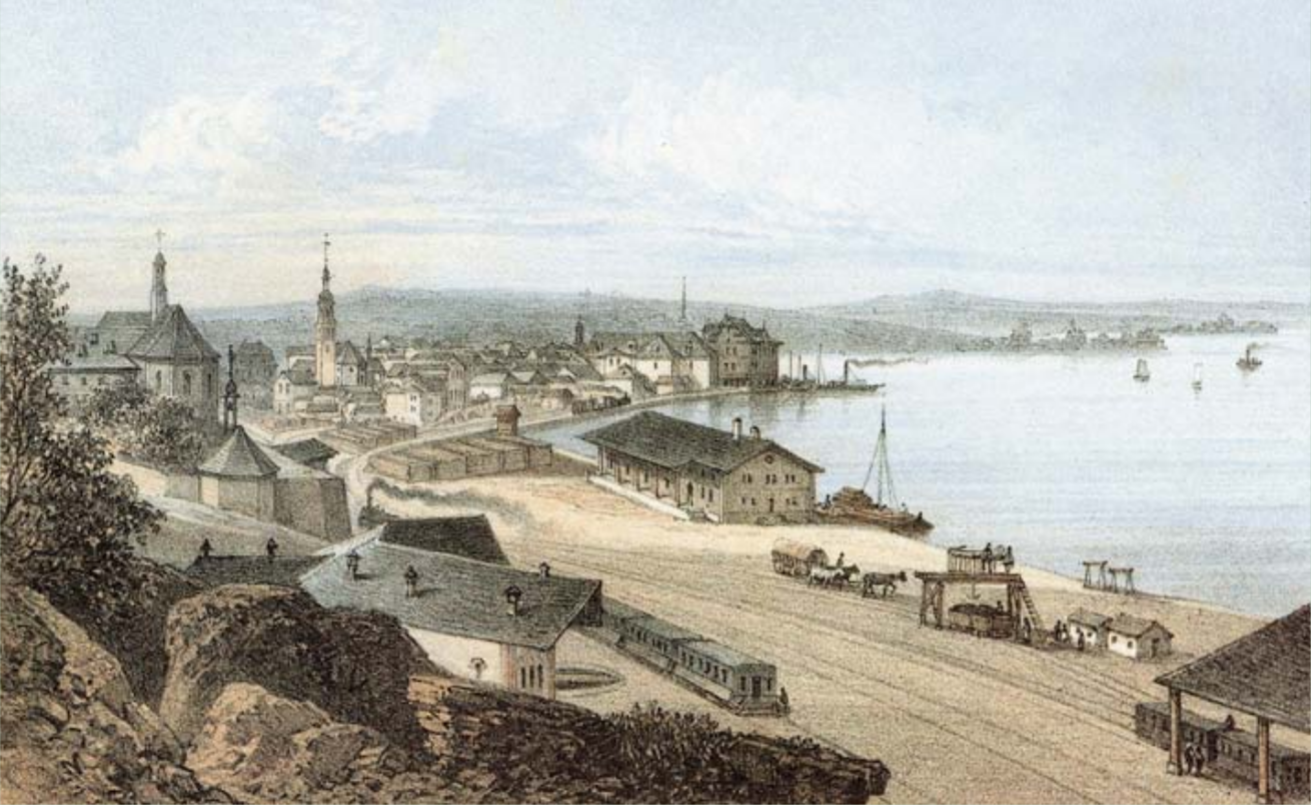
In unmittelbarer Nähe des Bahnhofs Rorschach lag das Kloster St. Scholastika (vor 1893)

1846 liess der St. Gallisch-Appenzellische Eisenbahn-Verein ein Expertengutachten für eine Eisenbahn von Rorschach nach St. Gallen und Wil erstellen. Karl Etzel und Friedrich August von Pauli sahen einen Rorschacher Bahnhof am damals östlichen Rand der Stadt vor. Eine allfällige Seelinie hätte laut diesen Plänen ebenfalls dort ihren Anfang genommen. Die Bahnlinie nach St. Gallen sollte mit einer gleichmässigen Steigung von etwa 20 Promille gebaut werden, was man damals als Grenzwert für eine Adhäsionsbahn erachtete.
Die St. Gallisch-Appenzellische Eisenbahn (SGAE) erstellte den Bahnhof Rorschach am heutigen Standort, nicht zuletzt weil dort neue grössere Hafenanlagen geplant waren. Am 25. Oktober 1856 nahm die SGAE auf der Strecke St. Gallen–Rorschach (Spitzkehre)–Rorschach Hafen den Betrieb auf. Der neue Bahnhof trug den Namen «St. Scholastika» wie das benachbarte Frauenkloster. Den Kapuzinerinnen wurde der Bahn- und Industrielärm zu laut, und sie zogen 1905 nach Tübach.
Die Rorschacher hatten sich lange Zeit mit einem provisorischen Bahnhof zu begnügen. Als Aufnahmegebäude diente ein umgenutzter Geräteschuppen, und die Bahnhofhalle war eine grosse hölzerne Konstruktion. Die Einsteighalle wurde in Rorschach nicht gebraucht und abgebrochen. Die Teile wurden für den Bau der Hallen in Glarus und Chur verwendet.

### Vereinigte Schweizerbahnen

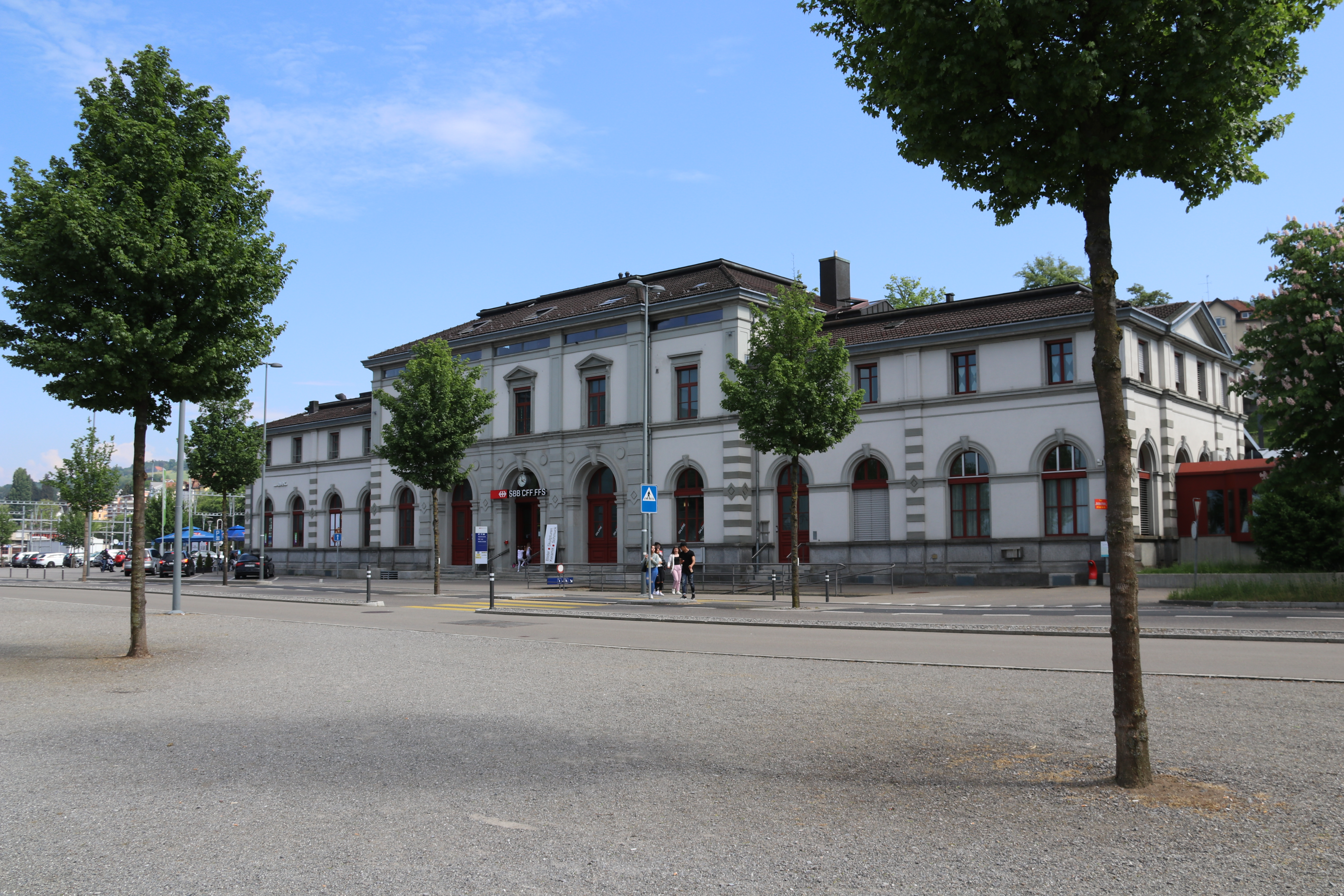
Erst 37 Jahre nach der Eröffnung erhielt Rorschach das definitive Bahnhofsgebäude (Bild 2018)

Der Bahnhof Rorschach zwischen 1918 und 1927 in einer Aufnahme von Walter Mittelholzer

Wegen Geldmangels ging am 1. Mai 1857 die SGAE in den Vereinigten Schweizerbahnen (VSB) auf, die am 25. August 1857 die Bahnstrecke von Rorschach nach Rheineck und im Juli 1859 die Lokomotivwerkstätte in Rorschach in Betrieb nahmen. Maschinenmeister Adolf Klose leitete diese Werkstätten, machte sich aber auch einen Namen als Konstrukteur und vielseitiger Erfinder.
Am 15. Oktober 1869 eröffnete die Schweizerische Nordostbahn (NOB) die Strecke Romanshorn–Rorschach, womit zwischen Rorschach und Winterthur eine zweite Verbindung in Konkurrenz zu den VSB entstand. Zwischen Rorschach Hafen und Rorschach legte die NOB neben dem Gleis der VSB ihr eigenes paralleles Gleis. Am 6. September 1875 nahm die mit Zahnstange ausgestattete Rorschach-Heiden-Bergbahn (RHB) ihren Betrieb auf.
1883 wurde dank der Landesausstellung in Zürich ein durchgehender Schnellzug von Rorschach über St. Gallen nach Zürich eingeführt. 1893 konnten die VSB endlich den neuen Bahnhof St. Scholastika eröffnen und das provisorische Aufnahmegebäude abbrechen. 1893 und 1903 wurden die Gleisanlagen in Rorschach erweitert.
Der Bahnhof ausserhalb der Stadt und die Seelinie, welche die Stadt vom Bodensee trennte, mochten die Rorschacher nicht zu befrieden. Ab etwa 1890 brach während Jahrzehnten ein eigentliches Projektierungsfieber aus. Die Frage schien vor dem Ersten Weltkrieg einer Lösung nahe. Ein neuer Bahnhof sollte den äusseren Bahnhof und den Hafenbahnhof ersetzen. Der Erste Weltkrieg bedeutete jedoch das Ende dieses Projekts.

### Schweizerische Bundesbahnen

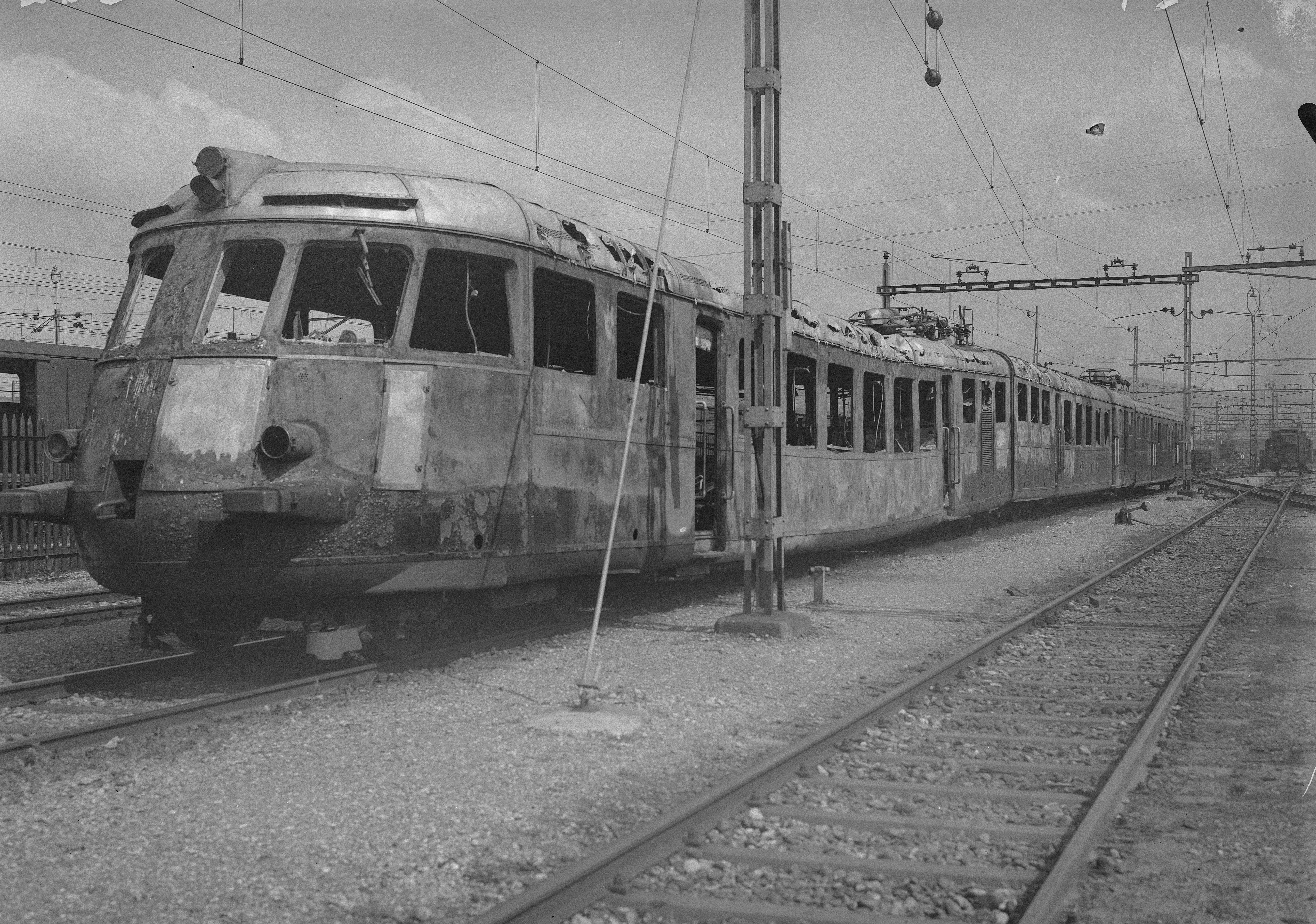
Im Depot Rorschach ausgebrannter Leichttriebzug Re 8/12 501 (1939)

Als am 1. Juli 1902 die Vereinigten Schweizerbahnen verstaatlicht wurden, gelangte der Bahnhof Rorschach in den Besitz der SBB. Die Bundesbahnen degradierten am 1. Oktober 1926 die ehemalige VSB-Lokomotivwerkstätte Rorschach zum Depot.
Am 15. Mai 1927 wurde der elektrische Betrieb von Winterthur über St. Gallen nach Rorschach, 1928 von Winterthur über Romanshorn nach Rorschach, 1930 von Rorschach nach Heiden und 1934 zwischen Rorschach und St. Margrethen aufgenommen. 1934 belegte Rorschach Rang 15 im SBB-Personenverkehr und Rang 19 im SBB-Güterverkehr.
1938 nahmen zwei Schnelltriebzüge Re 8/12 den Betrieb auf der Strecke Rorschach–St. Gallen–Zürich–Bern auf. Einer dieser Züge wurde im August 1939 anlässlich des Grossbrandes des Rorschacher Lokomotivdepots weitgehend zerstört. Ab den 1940er-Jahren war Rorschach Ausgangspunkt der Städteschnellzüge auf der Schweizer Ost-West-Achse, formiert aus Leichtstahl- und später aus Einheitswagen. Trotz Protesten der Stadt Rorschach werden seit Mitte der 1980er-Jahre die Schnellzüge Richtung Westschweiz ab St. Gallen statt ab Rorschach geführt. Mit dem Fahrplanwechsel im Dezember 2021 wurde Rorschach wieder an die Ost-West-Achse angebunden, indem der IC 5 Genf Flughafen–St. Gallen bis zum Bodensee verlängert wurde.
1985 ging eine neue Halle für den Wagenunterhalt in Betrieb. 2002 wurde der Bahnhof mit höheren Perrons sowie Rampen für deren Zugang zeitgemäss ausgebaut, und 2005 entstand ein Bahnreisezentrum in Rorschach. In der Serviceanlage wurde 2006 eine zusätzliche Fahrzeughalle mit zwei Gleisen in Betrieb genommen. 2010 bis 2013 modernisierten die SBB den Bahnhof. Die Gleisanlagen wurden entflochten und für eine höhere Geschwindigkeit angepasst, um die Fahrzeit der Eurocity Zürich–München zu verkürzen. Das Stellwerk des Typs Domino 67 wurde für die Fernsteuerung ab St. Gallen eingerichtet. Dieses Drucktastenstellwerk wurde 2003 durch ein elektronisches Stellwerk abgelöst, das von der Betriebszentrale Zürich Flughafen ferngesteuert wird. 2019 rissen die SBB das nicht mehr benötigte Depot ab.
Nach dem Zweiten Weltkrieg entstanden eine Vielzahl von Projekten, um den Standort des Bahnhofs zu verbessern, die zahlreichen Bahnübergänge in der Stadt aufzuheben und den Bau einer Doppelspur durch die Stadt zu ermöglichen. Eine Zäsur gab es im Jahr 2000, als die Haltestelle Rorschach Stadt eröffnet wurde. Sie wurde 2021 mit einem Bushof ergänzt, der den Umstieg vom Bus auf die S-Bahn vereinfacht. Seit Eröffnung der Doppelspur Rorschach Stadt–Goldach am 21. Juni 2021 stehen den Fahrgästen in der Stadt-Haltestelle zwei Perronkanten zur Verfügung. Durch diese Ausbaumassnahmen in Rorschach Stadt hat die Bedeutung des Bahnhofs Rorschach weiter abgenommen. Die kurze Einspur bis zum Bahnhof Rorschach wird vermutlich für einige Jahrzehnte Bestand haben.

## Betrieb

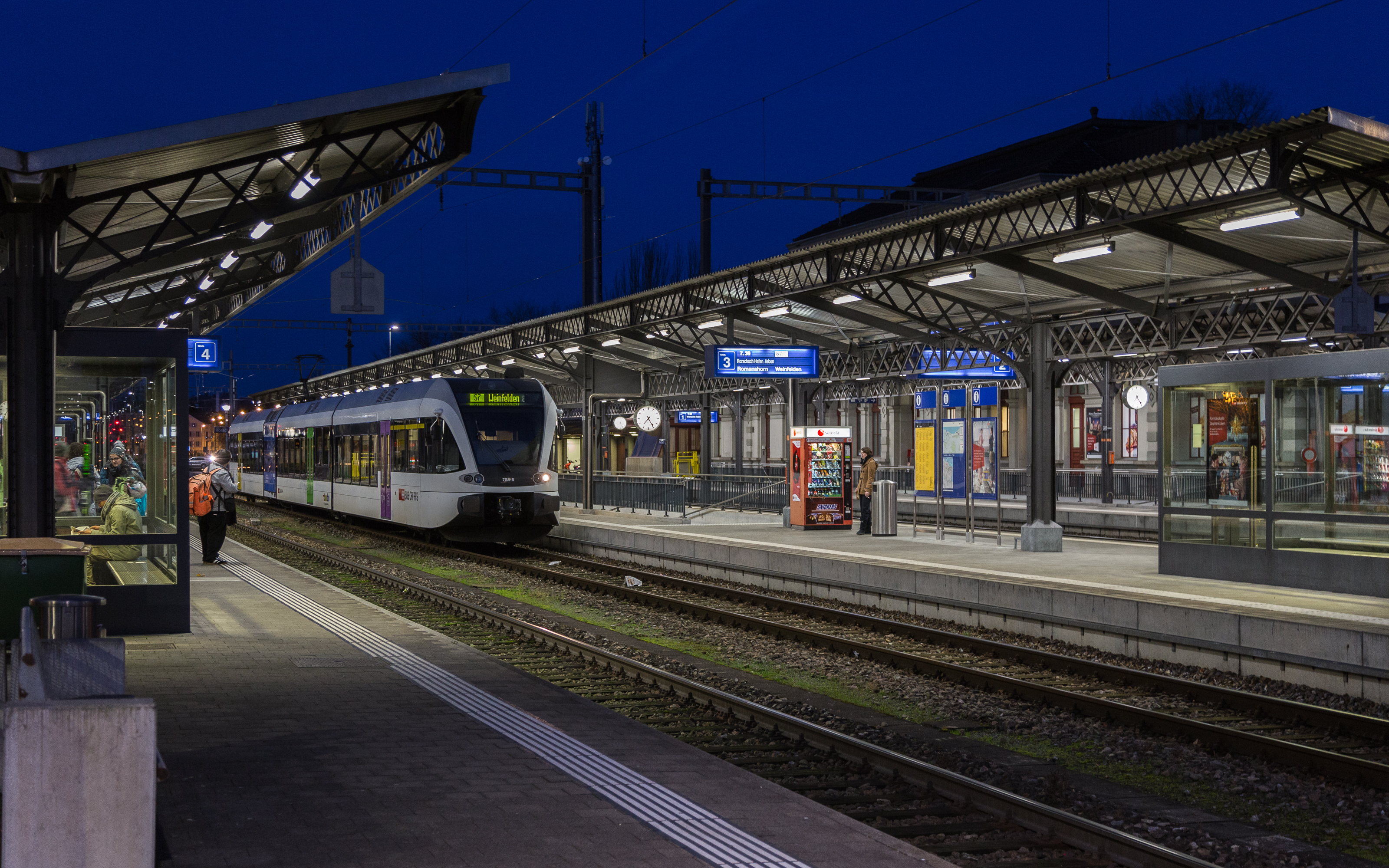
Bahnhof Rorschach am Morgen (2014)

Im Bahnhof Rorschach halten täglich um die 150 Züge des Personenverkehrs. Durchschnittlich stiegen 2018 im Bahnhof Rorschach täglich 5181 Bahnreisende ein und aus. Folgende Linien bedienen den Bahnhof Rorschach:

### Fernverkehr
- 5 Lausanne – Biel/Bienne – Zürich HB ( – St. Gallen/Rorschach)  TT FZ BZ FS RZ , im Sommer zusätzlich , Lausanne–Zürich HB stündlich, mit Verlängerung zur Hauptverkehrszeit nach St. Gallen, Genève–Rorschach stündlich
- 13 Zürich HB/St. Gallen – Sargans/Chur teilweise , teilweise  FS  (Alpenrhein-Express)

### Regionalverkehr

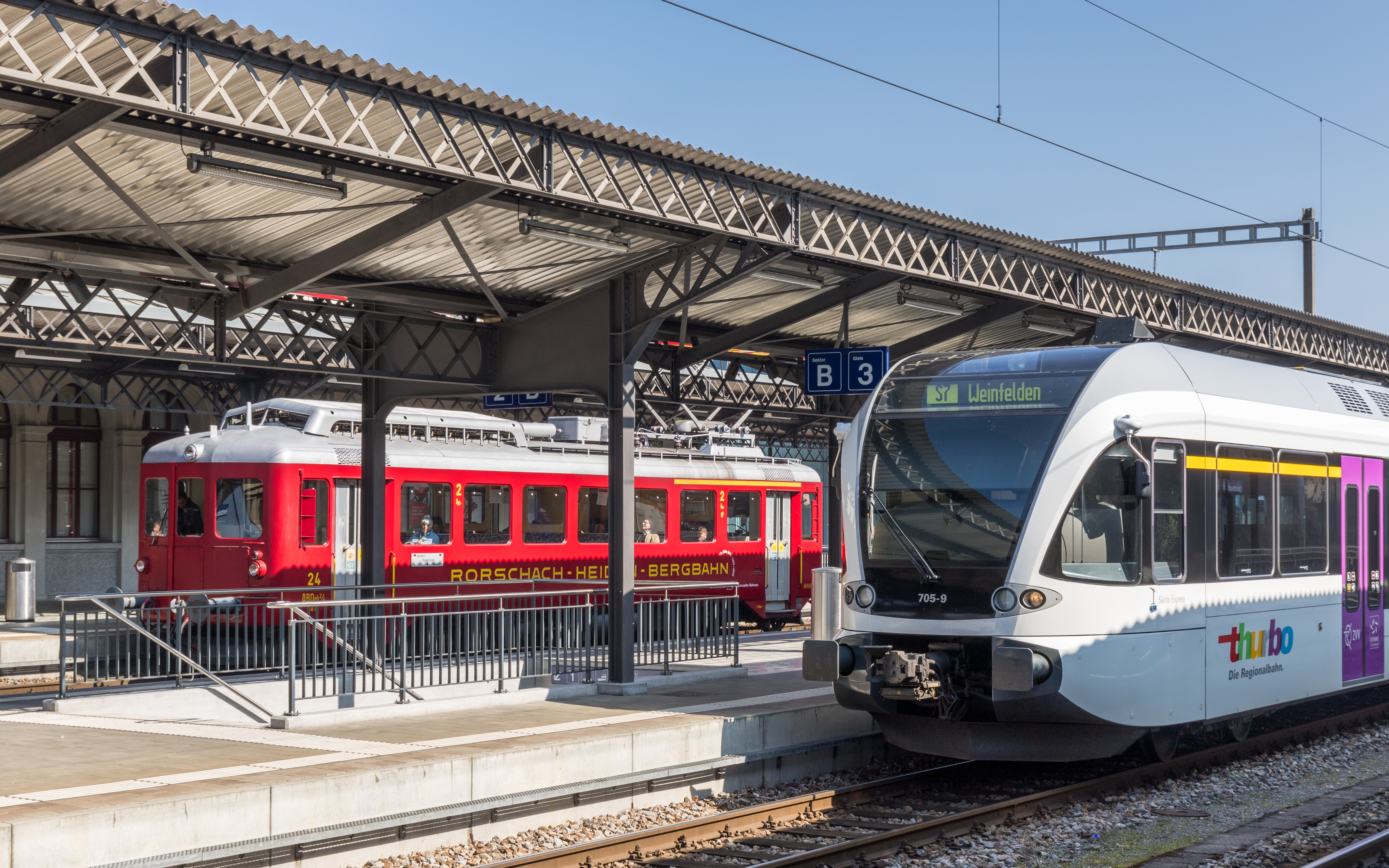
Zug der Appenzeller Bahnen nach Heiden (hinten) und von Thurbo nach Weinfelden (2017)

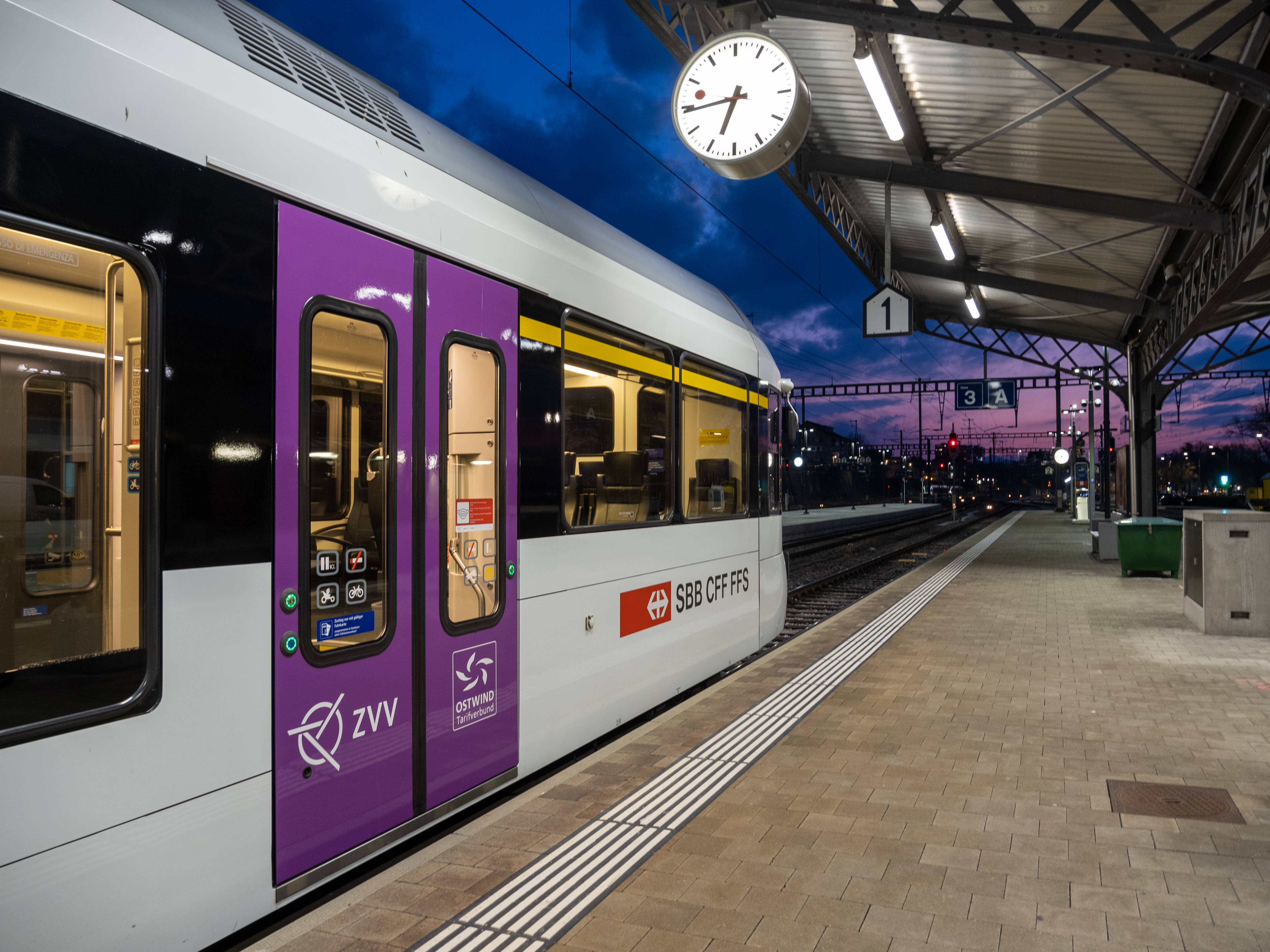
Stadler GTW der Thurbo als S5 auf Gleis 3 (2022)

- RE St. Gallen – Rorschach – Buchs SG – Sargans (Thurbo) (abends nach Betriebseinstellung des  13)
- SN22 Winterthur – Wil – St. Gallen – St. Margrethen – Heerbrugg  (Thurbo) (Nachtlinie)

S-Bahn St. Gallen
- S 2 Nesslau-Neu St. Johann – Herisau – St. Gallen – Rorschach – St. Margrethen – Altstätten (Thurbo)
- S 4 Rapperswil – Uznach – Wattwil – Herisau – St. Gallen – Rorschach – St. Margrethen – Sargans (SOB) (verkehrt als S17 via Ziegelbrücke weiter nach Rapperswil)
- S 5 Weinfelden – Sulgen – Gossau SG – St. Gallen – Rorschach – St. Margrethen (Thurbo)
- S 7 Weinfelden – Sulgen – Romanshorn – Rorschach (– St. Margrethen – Bregenz – Lindau-Reutin) (Thurbo) (nach Lindau bis Fahrplanwechsel 2023/24 nur Samstag/Sonntag)
- S 25 Rorschach Hafen – Rorschach – Heiden (AB)

### Busverkehr
Vom Bahnhof Rorschach aus erschliessen drei Buslinien die nähere Umgebung. Sie werden betrieben vom Postauto, den Verkehrsbetrieben St. Gallen und vom Bus Ostschweiz.
- 242 Rheineck – Thal – Rorschach – Untereggen – St. Gallen (Postauto)
- 251 Goldach – Rorschach – Rorschacherberg (Verkehrsbetriebe St. Gallen)
- 305 Rheineck – Altenrhein – Rorschach (Bus Ostschweiz)

## Lok-Taufen
Im Bahnhof Rorschach wurden mehrere Triebfahrzeuge getauft:
- 14. Mai 1965: Gotthardlokomotive Ae 6/6 11458 „Rorschach“
- 1. Juli 1995: SBB-Lokomotive Re 460 110 „Mariaberg“
- 19. November 2005: Triebzug RABe 526 726 „Rorschach/Rorschacherberg“ der Thurbo

## Trivia
Um 1970 erwähnte der Berner Liedermacher Mani Matter Rorschach in seinem Lied «Ir Ysebahn»: «… ’s isch Rorschach».